# 鷄油林
鷄油林，又寫為雞油林，是台灣新竹縣竹東鎮的一個傳統地域名稱，位於該鎮東北部。相較於今日行政區，其範圍大致包括東寧里東北部、中正里東大半部、鷄林里不含西南端一小部分、榮樂里、榮華里東南半部、仁愛里不含最北端一小部分。

## 歷史
台灣清治末期至日治前期，鷄油林地區為一街庄，稱為「鷄油林庄」，隸屬於竹北一堡。該庄昔日為頭前溪及其兩大支流油羅溪、上坪溪眾分流之間的沙洲地，北隔頭前溪分流及沙洲地與荳仔埔庄為鄰，東北隔頭前溪主流與石壁潭庄、王爺坑庄為鄰，東隔頭前溪主流與山豬湖庄為鄰，東南隔兩段上坪溪分流與橫山庄為鄰，西南邊及西邊隔沙洲地及上坪溪分流與下公館庄、上公館庄、樹杞林街為界。
1901年（日治明治三十四年）11月，全台設二十廳，該庄隸屬於新竹廳。1909年（明治四十二年）10月，合併二十廳為十二廳，該庄隸屬不變。1920年（大正九年），廢十二廳改設五州二廳，該庄改制並改名為「鷄油林」大字，隸屬於新竹州竹東郡竹東街。
戰後竹東街改制為竹東鎮，隸屬於新竹縣，大字亦改制為里。1950年桃、竹、苗分治，竹東鎮隸屬不變。

## 河川整治
昔日鷄油林地區為頭前溪及其兩大支流油羅溪、上坪溪眾分流之間的沙洲地。經河川整治並築堤後後，油羅溪、上坪溪在鷄油林、山豬湖、橫山三地區交界地帶匯流成為頭前溪，然後頭前溪主流將鷄油林分割成西南大、東北小的兩部分，其中最西南側已發展成為竹東市區的一部分。

## 交通
台鐵內灣線是新竹至內灣的鐡路，大致以西北—東南走向轉縱向再轉西北西—東南東走向經過鷄油林地區的頭前溪西南岸地帶。境內設有竹東車站，屬二等站，僅停靠區間車。由該站搭車向西可前往竹中車站轉乘至六家或新竹，向東可前往內灣。
省道台3線俗稱「內山公路」，是台北至屏東的內陸縱貫幹道，大致以東南東—西北西走向經過本地區，向東可前往橫山、關西、龍潭等地，向西可前往北埔、峨眉、三灣、獅潭等地。
省道台68線又稱「東西向快速公路－南寮竹東線」，大部分與鐵路並行而位於其東北側，直至本地區南部因鐵道轉彎始跨越鐵道，最終止於省道台3線路口。
縣道123號是芎林下山橋至竹東的道路，大致以東北—西南走向經過本地區西北部，向東北過頭前溪橋後轉西北可前往芎林市區，後於下山橋接縣道120號；向西南可前往竹東舊市區並止於縣道122號路口。

## 學校
- 大同國小
- 中山國小